# Kabupaten Bandung Barat
Kabupaten Bandung Barat är ett kabupaten i Indonesien.   Det ligger i provinsen Jawa Barat, i den västra delen av landet, 100 km sydost om huvudstaden Jakarta. Antalet invånare är 1 583 031. Arean är 1 306 kvadratkilometer. Kabupaten Bandung Barat gränsar till Kecamatan Cianjur, Purwakarta, Kabupaten Subang, Sumedang, Kabupaten Bandung, Bandung och Kota Cimahi. 
Terrängen i Kabupaten Bandung Barat är kuperad åt nordväst, men åt sydost är den bergig.